# MVP (singel)
MVP – singel polskiej supergrupy OIO, promujący album studyjny OIO, który został wydany 12 maja 2021.
Nagranie otrzymało w Polsce certyfikat dwukrotnie platynowej płyty.

## Geneza utworu i historia wydania
Piosenka została napisana i skomponowana przez Filipa Gunia, Grzegorza Szczereka, Igora Ośmiałowskiego, Miłosza Stępienia oraz Oskara Kamińskiego.
Singel ukazał się w formacie digital download 12 maja 2021 w Polsce za pośrednictwem wytwórni płytowej 2020. Piosenka została umieszczona na albumie studyjnym OIO – OIO.

## Teledysk
Do utworu powstał teledysk, który udostępniono w dniu premiery singla za pośrednictwem serwisu YouTube.

## Lista utworów
- Digital download[3]

1. „MVP” – 2:26

## Notowania

### Pozycja na liście sprzedaży
| Kraj   | Lista (2025)             | Najwyższa pozycja |
| ------ | ------------------------ | ----------------- |
| Polska | OLiS – single w streamie | 99                |

## Certyfikaty
| Kraj          | Certyfikat         |
| ------------- | ------------------ |
| Polska (ZPAV) | 2× platynowa płyta |